# Coproica ferrguinata
Coproica ferrguinata är en tvåvingeart som först beskrevs av Christian Stenhammar 1854.  Coproica ferrguinata ingår i släktet Coproica och familjen hoppflugor. Inga underarter finns listade i Catalogue of Life.